# Generace 27
Generace 27 (španělsky La Generación del 27) je literární pojem, vztahující se na skupinu španělských básníků, literátů, kteří vstoupili na literární scénu na počátku 20. let 20. století a která panovala do vypuknutí Španělské občanské války roku 1936.

## Historie
Společný obdiv, uznání španělského barokního básníka Luise de Góngory y Argota, jenž oslavil 300. výročí úmrtí roku 1927, byl hlavním důvodem pro pojmenování tohoto literárního uskupení. 
Autoři, kterými byli např. básník Federico García Lorca, Jorge Guillén, Rafael Alberti, Pedro Salinas, Dámaso Alonso, Gerardo Diego, Vicente Aleixandre, či Luis Cernuda, tvořili jádro této skupiny. Nebyli jimi avšak jenom a pouze muži, k hlavním představitelkám se také řadí např. Margarita Manso, María Zambranová, Concha Méndez, María Teresa León, Rosa Chacel, Ernestina de Champourcin, Josefina de la Torre etc.